# Magyarország pekingi követeinek és nagyköveteinek listája

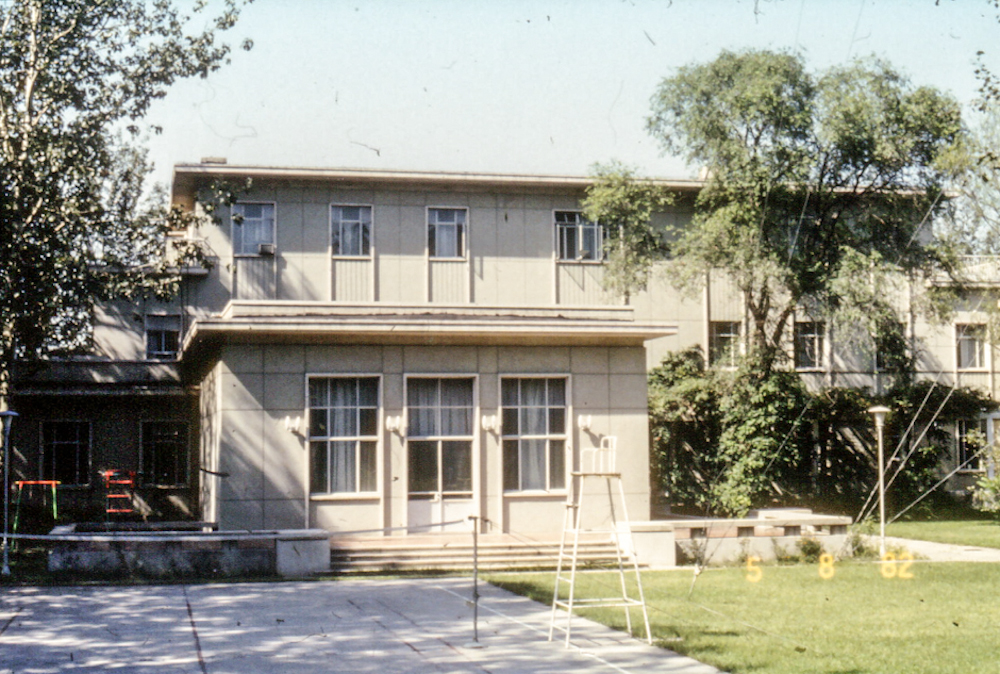
A nagykövetség épülete a kert felől, 1983 körül

Magyarország és Kína kapcsolatai 1869-ben kezdődtek, mikor az Osztrák–Magyar Monarchia egy kereskedelmi és hajózási szerződést írt alá az ázsiai országgal. A monarchia első képviselete, a sanghaji főkonzulátus is ekkor nyílt, a pekingi nagykövetség megnyitására csak 1897-ben került sor. Az első világháborút követő átalakulások - a monarchia felbomlása - után a diplomáciai kapcsolatok megszakadtak, az ügyeket helyben a holland, majd 1941-től az olasz képviseletek látták el. A második világháború utáni társadalmi politikai változásokat követően Magyarország pekingi nagykövetsége csak viszonylag későn, 1949-ben követségként nyílt meg, az ekkor még csak követként dolgozó Safrankó Emánuel az év vége előtt foglalta el állomáshelyét, melyet fél évvel később emeltek nagykövetségi rangra. A diplomáciai kapcsolatok azóta folyamatosak.

## A külképviselet vezetőinek listája
A képviselet követségként való 1949-es megnyitását követően szinte azonnal, 1950-ben emeltek nagykövetségi szintre, ezért valamennyi diplomata nagyköveti rangban dolgozott a misszióban. Csak az ettől eltérő beosztásokat jelezzük.

| kinevezés            | megbízólevél                       | visszahívás          | név                   | rang                                               |
| -------------------- | ---------------------------------- | -------------------- | --------------------- | -------------------------------------------------- |
| 2017. október 9.     | 2018. január 19.                   |                      | Pesti Máté            |                                                    |
| 2014. március 17.    | n/a                                | 2017. október 9.     | Szilas Andrea Cecília | Mongóliába is akkreditálva                         |
| 2007. november 21.   | 2008. április 3.                   | 2014. március 17.    | Kusai Sándor Zoltán   | Észak-Koreába és Mongóliába is akkreditálva        |
| 2004. szeptember 22. | 2004. szeptember 24.               | 2007. november 21.   | Mészáros Sándor       | Észak-Koreába, 2006-tól Mongóliába is akkreditálva |
| 1999. augusztus 31.  | 1999. szeptember 1.                | 2004. augusztus 2.   | Bayer Mihály          |                                                    |
| 1996. október 16.    | 1996. november 6.                  | 1999. augusztus 31.  | Juhász Ottó           |                                                    |
| 1992                 | 1992. szeptember 2.                | 1996. november 16.   | Mészáros Klára        |                                                    |
| 1988. július 6.      | 1988. augusztus 31.                | 1992. október 8.     | Németh Iván           |                                                    |
| 1983. június 29.     | 1983. szeptember 7.                | 1988. július 6.      | Iván László           |                                                    |
| 1976. augusztus 5.   | 1976. szeptember 8.                | 1983. június 29.     | Ribánszki Róbert      |                                                    |
| 1970. július 9.      | 1970. október 2.                   | 1976. augusztus 5.   | Gódor Ferenc          |                                                    |
| 1963. szeptember 27. | 1963. november 5.                  | 1970. július 9.      | Halász József         |                                                    |
| 1960. június 11.     | 1960. augusztus 10.                | 1963. szeptember 27. | Martin Ferenc         |                                                    |
| 1957. április 20.    | 1957. május 17.                    | 1960. január 15.     | Nógrádi Sándor        |                                                    |
| 1954. szeptember 1.  | 1954. szeptember 22.               | 1957. január 16.     | Szkladán Ágoston      |                                                    |
| 1953. december 1.    | 1954. január 27.                   | 1954. szeptember 19. | Szobek András         |                                                    |
| 1949. december 17.   | 1950. február 16./1950. július 17. | 1953. december 1.    | Safrankó Emánuel      | 1950-ig követ, majd nagykövet                      |